# Twinkle Tale
Twinkle Tale (ツインクルテール, au Japon) est un jeu vidéo d'action développé par Wonder Amusement Studio et édité par Toyo Recording, sorti en 1992 sur Mega Drive.  Il s'agit d'un shoot'em up pédestre en vue de dessus dans un univers médiéval-fantastique.